# 차오완역
차오완역(중국어: 桥湾站)은 중국 베이징시 둥청구 첸먼 가도·톈탄 가도 접경의 주스커우 동대가·난차오완가 교차로에 위치한 베이징 지하철 7호선의 지하철역이다. 2014년 12월 28일 7호선 개통과 함께 운영에 들어갔다.

## 위치
이 역은 2환로, 원래 베이징 외성 지역, 주스커우 동대가(량광로에 위치, 동서 방향)에 예정된 젱이로의 남쪽 연장로(남북 방향)의 교차점에 있으며 동서 방향으로 배치되어 있다.

## 역 구조

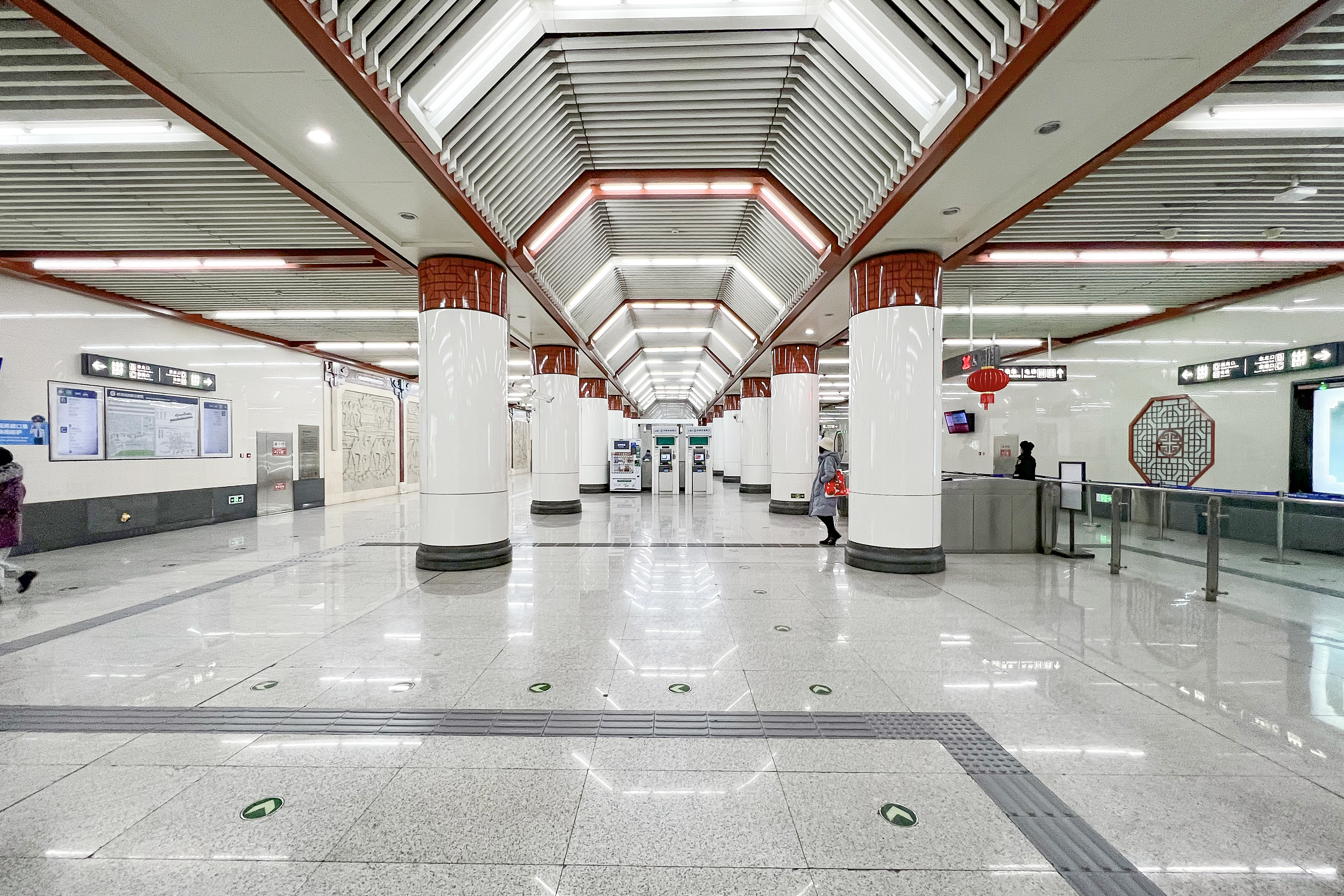
역 로비 (2022년 2월 촬영)

차오완역은 지하 2층, 3경간의 역으로 지하 굴착 방식을 채택한 섬식 승강장으로 설계되었다. 대합실에는 역 북서쪽에 있는 핑야오 안료 회관을 창의적인 주제로 사용하여 베이징 산시 상인의 발전 역사를 보여주는 예술 벽 "안료 해석 역사"가 있다.
| 지면층             | 가도                            | B-D출입구                             |
| 지하 1층 대합실 층 | 대합실                          | 고객센터, 자동 발권기, 출입 게이트    |
| 지하 2층 승강장    | ←                               | ■ 7호선 베이징 서역 방면 (주스커우)   |
| 지하 2층 승강장    | 섬식 승강장, 왼쪽 출입문이 열림 |                                       |
| 지하 2층 승강장    | →                               | ■ 7호선 유니버설리조트 방면(츠치커우) |

### 승강장
차오완역은 주스커우 동대가 아래에 섬식 승강장이 있다.

## 출구
차오완역에는 총 3개의 출입구가 있다.
|                         |                                    |                                                                                                  |      |             |
| 출구                    | 지시                               | 출구 인근                                                                                        | 사진 | 무장애 시설 |
| 出口 · B                | 주스커우 동대가(珠市口东大街) 북측 | 취녠 대가(祈年大街), 차오광스탸오(草厂十条), 쉐자완후퉁(薛家湾胡同)                              |      | 빈칸        |
| 出口 · C                | 주스커우 동대가(珠市口东大街) 남측 | 취녠 대가(祈年大街), 톈탄로(天坛路), 둥샤오스가(东晓市街)                                        |      | 빈칸        |
| 出口 · D                | 주스커우 동대가(珠市口东大街) 남측 | 둥샤오스가(东晓市街), 베이징시 제11중학교(北京市第十一中学), 둥청구 인민검찰원(东城区人民检察院) |      |             |
| 아이콘 설명: 엘리베이터 |                                    |                                                                                                  |      |             |